# Baia di Hughes
La baia di Hughes (in inglese Hughes Bay), centrata alle coordinate (64°13′S 61°20′W), è una baia lunga circa 20 km e larga 42, situata sulla costa di Danco, nella parte occidentale della Terra di Graham, in Antartide. In particolare la baia si trova a sud della penisola Chavdar e a nord della penisola Pefaur ed è delimitata da capo Sterneck e da capo Murray.
Nella baia, o comunque nelle cale presenti sulle sue coste, si gettano diversi ghiacciai: l'Agalina, il Blériot, il Breguet, il Cayley, il Gregory, il Krapets, il Mouillard, il Sikorsky e lo Zimzelen.

## Storia
Non si sa con precisione chi per primo abbia scoperto ed esplorato la baia di Hughes, il suo nome commemora comunque Edward Hughes, comandante della Sprightly, una nave di proprietà della compagnia inglese Samuel Enderby & Sons, attiva nel settore della baleneria, che esplorò questa area nel 1824-25.
La baia di Hughes potrebbe essere stata il punto di approdo del primo sbarco in assoluto effettuato in terra antartica. Qui infatti potrebbero essere sbarcati i marinai della nave per caccia alla foca Cecilia, comandata dal capitano John Davis, il 7 febbraio 1821.